# 水島新司
水島新司（日语：／ Mizushima Shinji，1939年4月10日—2022年1月10日），日本漫画家，棒球漫畫的第一人。代表作有《野球狂之詩》、《大飯桶》、等。於1958年出道，畫了63年的漫畫，2020年12月1日引退。2022年1月10日因肺炎病逝於東京的醫院，享壽83歲。
新潟县新潟市出身。興趣是棒球和將棋。血型為B型。長子是演員水島新太郎。

## 作品列表
- I Love Baseball
- （1973年 - 2014年）
- （原作：牛次郎）
- （原作：花登筺）
- （原作：佐々木守）
- （原作：北野武）
- （原作：真樹日佐夫）
- （原作：花登筺）
- （原作：きむらはじめ（日语：勝鹿北星））
- 大飯桶（日语：ドカベン）（1972年 - 1981年）
- 大飯桶 職業棒球篇（日语：ドカベン プロ野球編）（1995年 - 2003年）
- 大飯桶 超級明星篇（日语：ドカベン スーパースターズ編）（2004年 - 2012年）
- 大飯桶 夢想淘汰賽篇（日语：ドカベン ドリームトーナメント編）（2012年 - 2018年）
- （連載時的標題為）（原作：梶原一騎）
- 少爺（原作：夏目漱石）
- 野球狂之詩（日语：野球狂の詩）
- 野球狂之詩 平成篇（日语：野球狂の詩 平成編）
- 新野球狂之詩（日语：新・野球狂の詩）
- （原作：牛次郎）

## 得獎紀錄
- 第19回（1973年）小学馆漫画赏得獎
- 第4回（1973年）講談社出版文化賞兒童漫畫部門得獎（《野球狂之詩》）
- 第22回（1976年）小学馆漫画赏得獎
- 2005年4月獲頒褒章
- 第37回（2007年度）獲頒日本漫畫家協會獎文部科学大臣賞
- 2014年11月獲頒旭日章